# Hyrule Warriors
Hyrule Warriors er et actionspil udviklet af Omega Force og Team Ninja og udgivet af Nintendo til Wii U. Det blev udgivet i Japan i august 2014, og internationalt måneden efter. Spillet er udviklet i samarbejde mellem Koei Tecmo og Nintendo og er en del af både Nintendos The Legend of Zelda og Koei Tecmos Dynasty Warriors-serie. Det har solgt over en million kopier på Wii U, og et af de bedst sælgende titler på konsollen.
En opdateret udgave af spillet til Nintendo 3DS med titlen Hyrule Warriors Legends blev udgivet i Japan i januar 2016 og internationalt i marts 2016. En forbedret udgave til Nintendo Switch, Hyrule Warriors: Definitive Edition blev udgivet i Japan i marts 2018 og internationalt i maj 2018.